# Мария Анна Прусская
Мария Анна Прусская (нем. Maria Anna von Preußen, при рождении Мария Анна Фридерика (нем. Maria Anna Friederike von Preußen), 17 марта 1836, Берлин — 12 июня 1918, Франкфурт-на-Майне) — принцесса Прусская и ландграфиня Гессен-Кассельская, дочь принца Карла Прусского и принцессы Марии Саксен-Веймар-Эйзенахской.

## Биография
Мария Анна стала третьим ребёнком и второй дочерью в семье принца Карла Прусского и его супруги Марии Саксен-Веймар-Эйзенахской. По линии матери приходилась правнучкой императору Павлу I, а по отцу — внучкой королю Фридриху Вильгельму III. Новорожденная имела старшую сестру Луизу и брата Фридриха Карла.

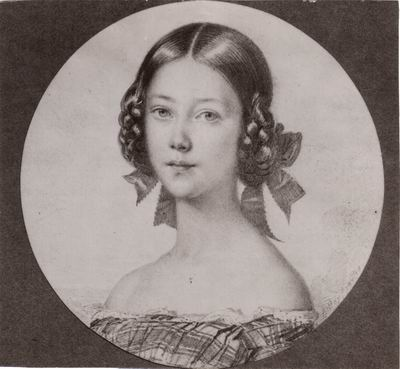
Мария Анна в детстве

Принцесса росла в семейном дворце в Берлине и загородной резиденции Глинике. В состоятельной семье Мария Анна с детства была окружена произведениями искусства и редкими вещами, интересовалась искусством, любила музыку, стала хорошей пианисткой. Получила протестантское воспитание согласно традициям прусского королевского окружения. Религиозное образование было поручено Людвигу Августу Боллерту.
Во время революции 1848 года семья осталась в Берлине, в то время как многие члены королевской семьи, в том числе кронпринц Вильгельм, выехали в Англию.
В 1850 году, после поражения революции, Пруссия попыталась объединить большинство немецких государств в противовес Австрийской империи Габсбургов. Однако, под давлением Австрии и России, на собрании в Эрфурте в марте 1850 года, где должен был рассматриваться проект конституции для будущего немецкого государства, несколько немецких князей, ранее поддерживавшие Пруссию, выступили на стороне Австрии. В ноябре 1850 года, согласно Оломоуцкому договору, Пруссия окончательно отказалась от планов ассоциации против Австрии. Этому в значительной степени способствовали противоречия на территории Гессен-Касселя, что грозили перейти в войну.
Впоследствии, в 1852 году, для закрепления примирения между странами состоялась помолвка между наследником Гессен-Кассельского ландграфства Фридрихом Вильгельмом и принцессой Марией Анной Прусской. К тому времени она стала признанной красавицей и пользовалась большой популярностью при дворе. Девушка любила хорошо одеваться и великолепием нарядов иногда затмевала даже саму императрицу.
В конце 1852 года Марию Анну увидел в Берлине молодой император Франц Иосиф I. Влюбившись в принцессу, он намеревался жениться на ней, однако из-за личных и политических причин ему было отказано.
Анна вышла замуж вскоре после своего 17-летия за 32-летнего принца Фридриха Вильгельма Гессен-Кассельского. Свадьба состоялась 26 мая 1853 года во дворце Шарлоттенбург в Берлине. Для жениха это был второй брак. Первую жену, великую княжну Александру Николаевну (двоюродную тётку второй супруги), он потерял девять лет назад, и это в значительной степени повлияло на то, что с Марией Анной он был вежливым.

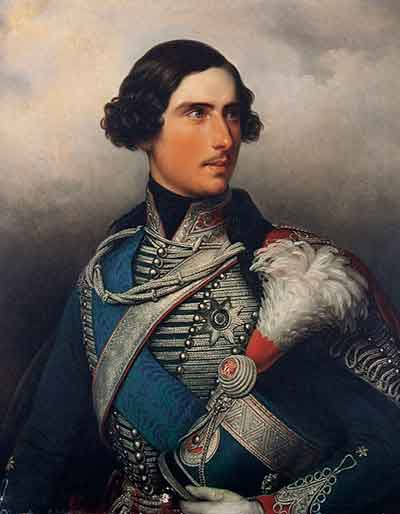
Фридрих Вильгельм Гессен-Кассельский.

Поселилась пара во дворце на улице Bredgade в Копенгагене. Фридрих Вильгельм, хоть и отказался от претензий на датский трон, продолжал жить в Дании. Мария Анна там была официально представлена двору, а их первенца крестили в королевской купели. Всего же у супругов родилось шестеро детей, трое старших из которых родились в Копенгагене:
- Фридрих Вильгельм II (1854—1888) — титулярный ландграф Гессен-Кассельский в 1884—1888 годах, погиб во время морского путешествия, упав за борт, не женат, детей не имел;
- Елизавета Александра (1861—1955) — супруга наследного принца Ангальтского Леопольда, имела дочь;
- Александр Фридрих (1863—1945) — титулярный ландграф Гессен-Кассельский в 1888—1945 годах, был женат на баронессе Гизелле Штокхорнер фон Штарайн, фрейлине Хильды Люксембургской;
- Фридрих Карл (1868—1940) — король Финляндии, в браке с Маргаритой Прусской имел шестерых сыновей;
- Мария Поликсена (1872—1882) — умерла в юности;
- Сибилла Маргарита[нем.] (1877—1953) — супруга барона Фридриха фон Винке, имела двух сыновей: барон Итель-Йобст фон Винке (1899—1973) и барон Альфам-Дитрих фон Винке (1903—1966).

Дом пары был одним из центров тогдашней салонной жизни. Мария Анна стала широко известна своим гостеприимством. Их посещали многие художники, а также сказочник Ханс Кристиан Андерсен.
После Датско-прусской войны 1864 года семья переселилась в Германию.
Фридрих Вильгельм надеялся унаследовать Гессен-Кассель, однако во время австро-прусской войны 1866 года Пруссия аннексировала княжество после того, как оно выступило на стороне Австрии. Принц потерял возможность занять трон, но в 1875 году стал главой династии после смерти Фридриха Вильгельма I.
В Германии супруги жили во дворце Вильгельмсхёэ в Касселе, замке Румпенгаймер в Оффенбахе, имении Панкер вблизи Лютенбург в Шлезвиге, которые перешли в их суверенное владение. В последнем родились трое их младших детей. В своих домах Фридрих Вильгельм и Анна принимали таких известных музыкантов как Клара Шуман, Иоганнес Брамс, Юлиус Штокхаузер, Антон Рубинштейн.
В 1880 году семья поселилась в замке Филипсруэ вблизи Ханау.

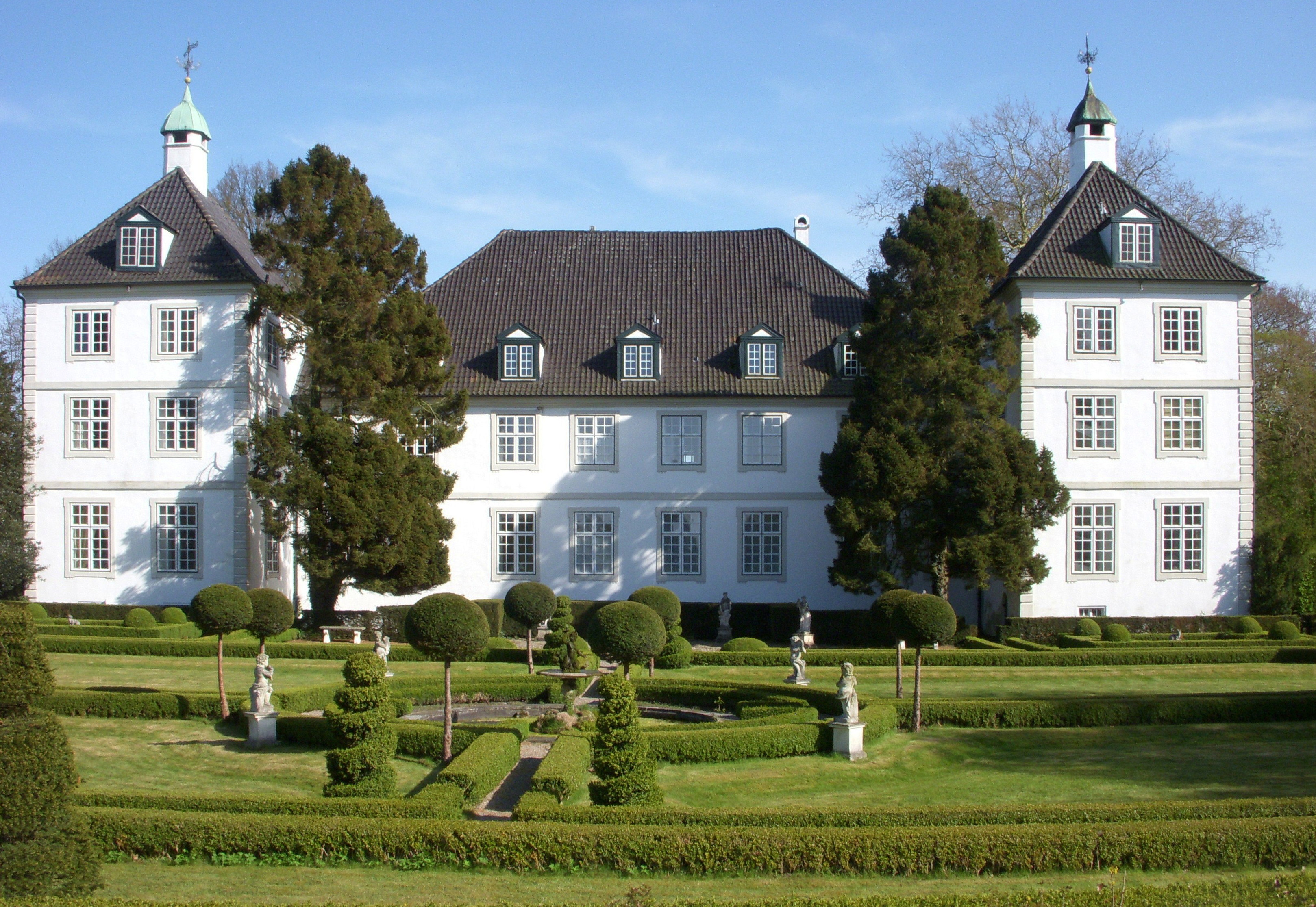
Имение Панкер в 2012 году.

Осенью 1884 года, через несколько месяцев после свадьбы старшей дочери, Филипп Вильгельм умер в возрасте 63 лет от болезни желудка. Кроме него в 1880-х принцесса потеряла двух детей и зятя.
Печальные события, а также длительная дружба с архиепископом Майнца Вильгельмом Эммануэлем фон Кеттелер, привела к принятию Марией Анной в 1901 году католичества. Церемония прошла в интимной обстановке 10 октября. Перед этим она получила письмо от императора Вильгельма II, который очень неодобрительно высказался по поводу её планов изменения религии.
В апреле 1902 года Мария Анна побывала в Риме, где провела частную аудиенцию с папой Львом XIII. Тогда же она познакомилась с заместителем секретаря, Джакомо делла Кьеза, в будущем — Папой Римским Бенедиктом XV.
В 1918 году её лично посетил император Вильгельм II, чтобы извиниться за высказывания в отношении религии и примириться. Умерла Мария Анна вскоре после этого, незадолго до окончания Первой мировой войны. Её не стало в возрасте 82 лет 12 июня 1918 года. Папа Бенедикт XV передал умирающей личное благословение. Церемония прощания состоялась 17 июня в костеле Святого Антония. Среди гостей на службе присутствовала королева Нидерландов Вильгельмина.
Согласно высказанной ею просьбе, похоронили Марию Анну в кафедральном соборе Фульды под алтарем Святой Анны, неподалёку от места последнего упокоения Святого Бонифация.

## Награды
- — Орден Королевы Марии Луизы (Испания);
- — Орден Луизы (Пруссия);